# Prix Robert-Schumann
Ne doit pas être confondu avec Prix Robert-Schumann pour la poésie et la musique.
Le prix Robert-Schumann (en allemand : Robert-Schumann-Preis) est décerné par la ville de Zwickau depuis 1964 aux « chefs d'orchestre, instrumentistes, chanteurs, orchestres ou institutions de la scène musicale allemande et internationale qui se sont distingués ». Il rappelle le souvenir du compositeur Robert Schumann, qui est né à Zwickau. Le prix est actuellement d'une valeur de 10 000 euros. Il est attribué annuellement de 1964 à 2003 et depuis 2003, tous les deux ans. Il est remis par le maire de Zwickau, généralement le 8 juin, date anniversaire du compositeur.
Le directeur de la maison Schumann à Zwickau rappelle la conception et le contenu de ce prix comme suit :
« Sont récompensés les chefs d'orchestre, musicologues, musiciens, chanteurs, orchestres ou des institutions de la scène musicale allemande et internationale, qui se sont distingués pour la diffusion des œuvres musicales de Schumann ou pour des recherches sur sa vie et son travail. »

## Lauréats
Sont lauréats :
- 1964 : Georg Eismann (en), Hans Storck (de) et Annerose Schmidt (en) ;
- 1965 : Karl Laux (en) et Lore Fischer (en) ;
- 1966 : Daniel Zhitomirsky (en) et Dieter Zechlin (en) ;
- 1967 : Olivier Alain et Orchester der Bühnen der Stadt Zwickau ;
- 1968 : Sviatoslav Richter et Robert-Schumann-Konservatorium Zwickau (de) ;
- 1969 : Peter Schreier et Herbert Schulze (en) ;
- 1970 : Dmitri Bachkirov et Martin Schoppe (en) ;
- 1971 : Günther Leib et Tatiana Nikolaïeva ;
- 1972 : Ekkehard Otto (de) et Maria Maksakova Sr. (en) ;
- 1973 : Emil Gilels et Elisabeth Breul (en) ;
- 1974 : Amadeus Webersinke (en) et Nelly Akopian (de) ;
- 1975 : Zara Dolukhanova et Hélène Boschi ;
- 1976 : Sigrid Kehl (en) et Elisso Virssaladze ;
- 1977 : Rudolf Kehrer et Herbert Kaliga (de) ;
- 1978 : Gertraud Geißler (en) et Hans Joachim Köhler (en) ;
- 1979 : Hanne-Lore Kuhse (en) et Frantisek Rauch ;
- 1980 : Theo Adam et Miklós Forrai (en) ;
- 1981 : Kurt Masur et Halina Czerny-Stefańska ;
- 1982 : Mitsuko Shirai et Peter Rösel ;
- 1983 : Rudolf Fischer (en) et Eva Fleischer (en) ;
- 1984 : Gustáv Papp (en) et Dezső Ránki ;
- 1985 : Pavel Lisitsian (en) et Jacob Lateiner (en) ;
- 1986 : Jörg Demus et Gerd Nauhaus (en) ;
- 1987 : Dietrich Fischer-Dieskau ;
- 1988 : Albrecht Hofmann (de) ;
- 1989 : Pavel Egorov (en) et Bernard Ringeissen ;
- 1990 : Hartmut Höll et Günther Müller (en) ;
- 1991 : Joan Chissell ;
- 1992 : Abegg Trio (en) et Gisela Schäfer (en) ;
- 1993 : Jozef De Beenhouwer (en) ;
- 1994 : Wolfgang Sawallisch ;
- 1995 : Hansheinz Schneeberger et Dieter-Gerhardt Worm (en) ;
- 1996 : Nancy B. Reich (en) et Bernhard R. Appel (en) ;
- 1997 : Nikolaus Harnoncourt ;
- 1998 : Linda Correll Roesner (en) et Olaf Bär ;
- 1999 : Trio Altenberg et Ernst Burger (en) ;
- 2000 : Olga Loseva (en) et Steven Isserlis ;
- 2001 : John Eliot Gardiner ;
- 2002 : Alfred Brendel ;
- 2003 : Joachim Draheim (en) et Juliane Banse ;
- 2005 : Daniel Barenboim ;
- 2007 : Margit L. McCorkle, Anton Kuerti ;
- 2009 : Reinhard Kapp (en) et Michael Struck (en) ;
- 2011 : András Schiff[2] ;
- 2013 : Jon W. Finson (en) et Ulf Wallin (en)[3] ;
- 2015 : Robert-Schumann-Forschungsstelle (de) Düsseldorf[4] ;
- 2017 : Heinz Holliger[5],[6] ;
- 2019 : Ragna Schirmer et Janina Klassen (en)[7] ;
- 2021 : Thomas Synofzik[8] ;
- 2023 : duo Christian Gerhaher/Gerold Huber et Florian Uhlig (en)[9] ;